# Монревер
Монревер (фр. Montréverd) — новая коммуна на западе Франции, регион Пеи-де-ла-Луар, департамент Вандея, округ Ла-Рош-сюр-Йон, кантон Эзне. Расположена в 28 км к северу от Ла-Рош-сюр-Йона и в 36 км к югу от Нанта, в 12 км от автомагистрали А83.
Население (2019) — 3 761 человек.

## История
Коммуна образована 1 января 2016 года путем слияния коммун Мормезон, Сент-Андре-Трез-Вуа и Сен-Сюльрис-ле-Вердон . Центром коммуны является Сент-Андре-Трез-Вуа. От него к новой коммуне перешли почтовый индекс и код INSEE. На картах в качестве координат Монревера указываются координаты Сент-Андре-Трез-Вуа.

## Достопримечательности
- Церковь Святого Андрея
- Шато Ла Шаботери XIV века
- Менгир Ла-Петит-Рош

## Экономика
Структура занятости населения:
- сельское хозяйство — 18,2 %
- промышленность — 20,6 %
- строительство — 12,3 %
- торговля, транспорт и сфера услуг — 25,3 %
- государственные и муниципальные службы — 23,5 %

Уровень безработицы (2018) — 4,7 % (Франция в целом — 13,4 %, департамент Вандея — 10,5 %). 

Среднегодовой доход на 1 человека, евро (2019) — 21 580 (Франция в целом — 21 730, департамент Вандея — 21 550).

## Администрация
Пост мэра Монревера с 1 января 2016 года занимает Дамьен Грассе (Damien Grasset), до этого бывший мэром Сент-Андре-Трез-Вуа. На муниципальных выборах 2020 года возглавляемый им правый список был единственным.
| Период | Период | Фамилия       | Партия        | Примечания      |
| ------ | ------ | ------------- | ------------- | --------------- |
| 2016   |        | Дамьен Грассе | Разные правые | страховой агент |

## Галерея

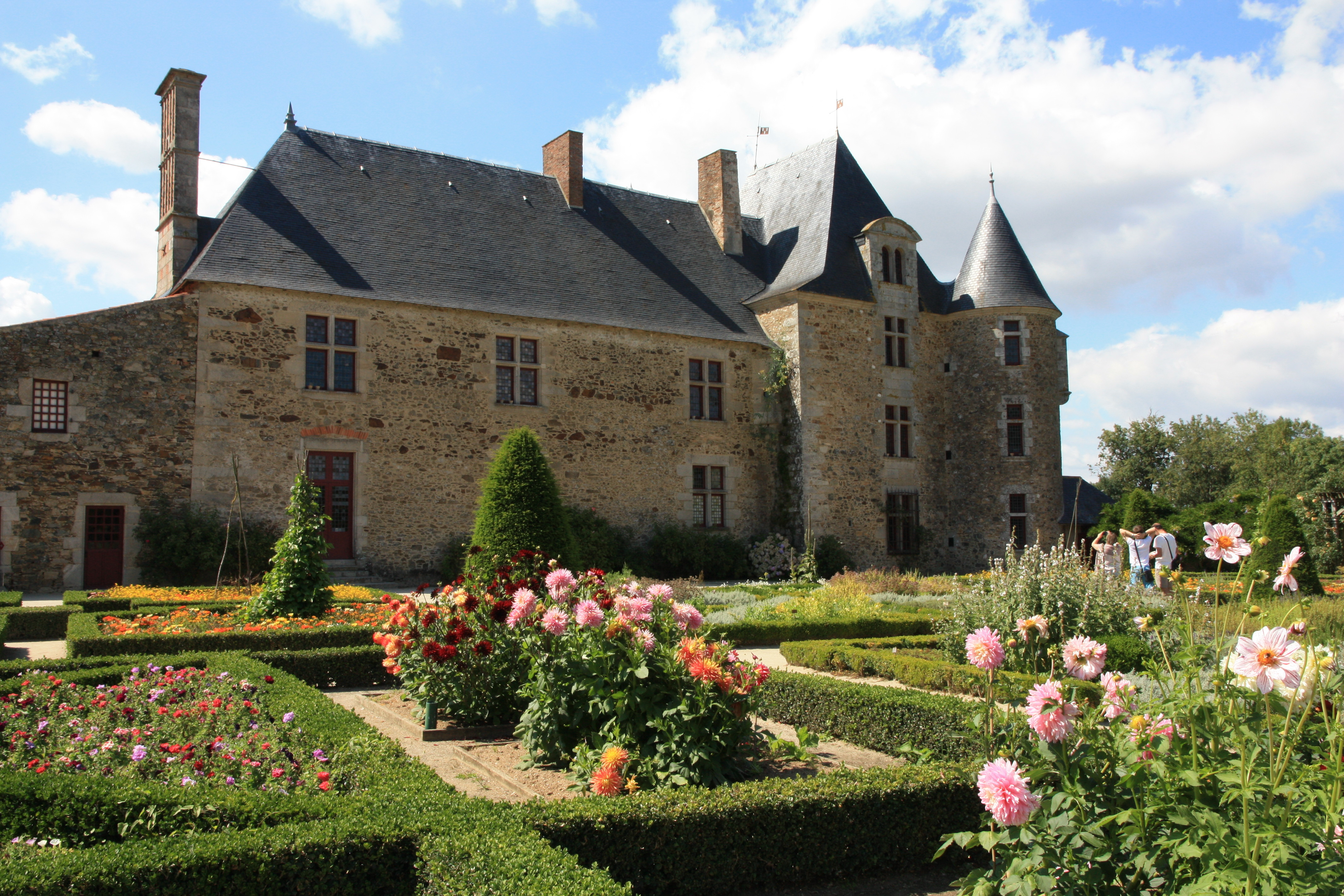
Шато Ла Шаботери
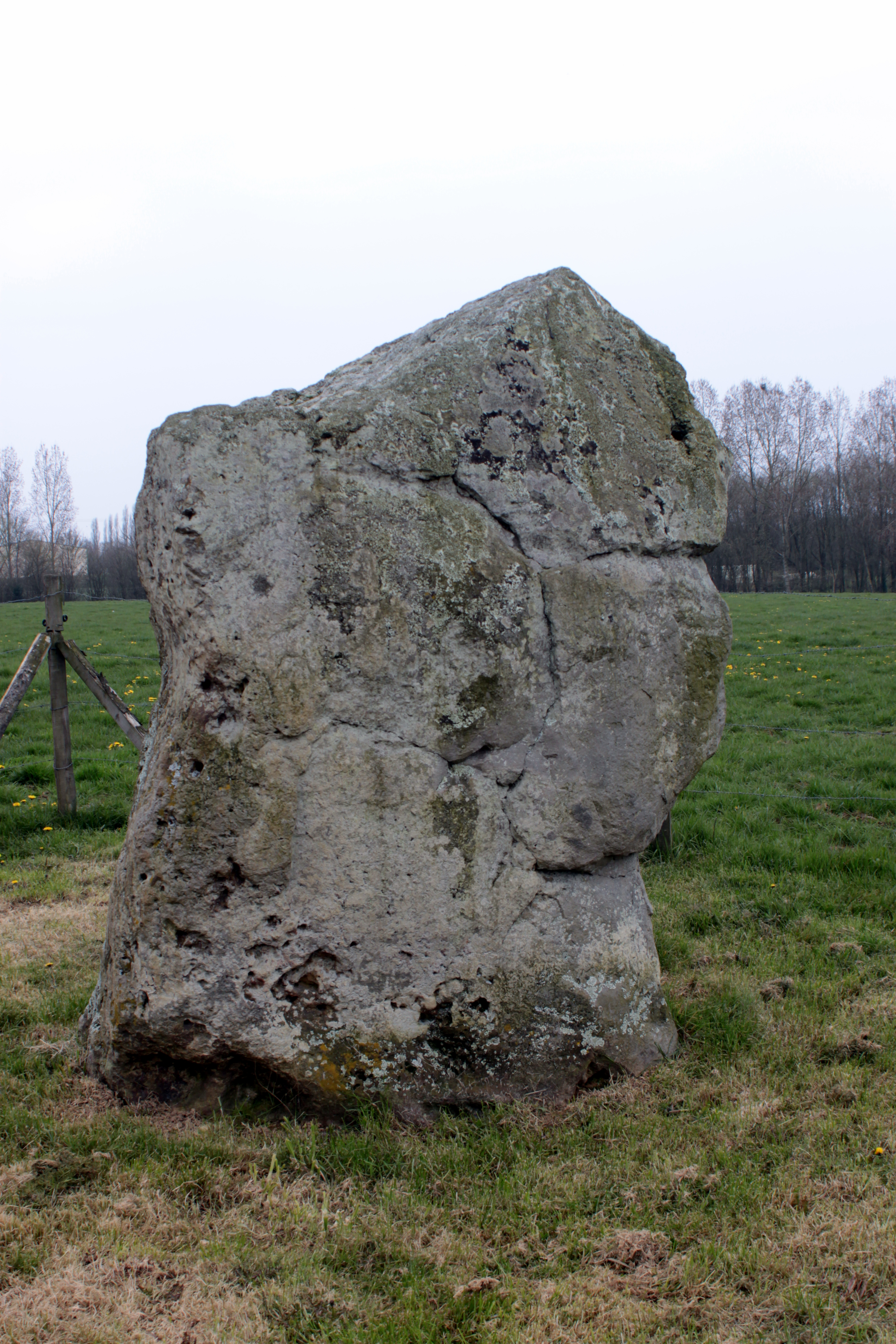
Менгир Ла-Петит-Рош